# Andrzej Kobylański
Andrzej Kobylański (Ostrowiec Świętokrzyski, 31 juli 1970) is een voormalig profvoetballer uit Polen die als aanvaller en aanvallende middenvelder speelde. Hij sloot zijn actieve carrière in 2007 af.

## Clubcarrière
Kobylański speelde tot 1993 in Polen, waarna hij naar Duitsland vertrok. Daar stond hij bij verschillende clubs onder contract.

## Interlandcarrière
Kobylański kwam zes keer (nul doelpunten) uit voor de nationale ploeg van Polen in de periode 1992–1993. Hij maakte zijn debuut op 18 november 1992 in de vriendschappelijke thuiswedstrijd tegen Letland (1-0), evenals doelman Aleksander Kłak en middenvelder Ryszard Staniek.
Met onder anderen die twee collega's had Kobylański eerder dat jaar namens Polen de zilveren medaille gewonnen bij de Olympische Spelen in Barcelona. Hij kwam in drie van de zes duels in actie tijdens het olympisch toernooi.

## Erelijst
Polen
- Olympische Spelen

Barcelona 1992 →  zilveren medaille